# Anja Barwinsky
Anja Barwinsky (* 14. April 1986) ist eine deutsche Fußballspielerin.

## Karriere
Barwinsky begann ihre Karriere im Jahr 2004 beim Zweitligisten FC Gütersloh 2000, dem sie auch treu blieb, nachdem sich 2009 die Frauenfußballabteilung des Vereins als FSV Gütersloh 2009 neugegründet hatte. Im Sommer 2011 spielte Barwinsky gemeinsam mit Stephanie Goddard für einige Monate bei der W-League-Franchise der Virginia Beach Piranhas aus Virginia Beach und stand dort in allen zehn Saisonspielen auf dem Platz. Nach der Saison 2012/13, in der Gütersloh nach dem Erstligaaufstieg im Jahr zuvor umgehend wieder den Weg in die Zweitklassigkeit antreten hatte müssen, wechselte sie zum norwegischen Erstligisten IL Sandviken. Diesen verließ sie nach einem halben Jahr wieder und wechselte im Januar 2014 zum Zweitligisten Herforder SV. Diesen verließ sie bereits zum Saisonende wieder, da sie wegen ihrer Tätigkeit beim SC Paderborn 07 nicht mehr am Training teilnehmen konnte. Am 9. Juni 2015 verkündete sie ihr Comeback nach einjähriger Abstinenz beim Herforder SV.

## Erfolge
- 2012, 2014: Aufstieg in die Frauen-Bundesliga (mit FSV Gütersloh 2009 bzw. Herforder SV)